# باتريك سينغلتون
باتريك سينغلتون (بالإنجليزية: Patrick Singleton)‏ هو متزلج صدري بريطاني، ولد في 15 أكتوبر 1974 في أبرشية باجيت ‏ في المملكة المتحدة.

## وصلات خارجية
- باتريك سينغلتون على موقع أوليمبيديا (الإنجليزية)